# Piraya

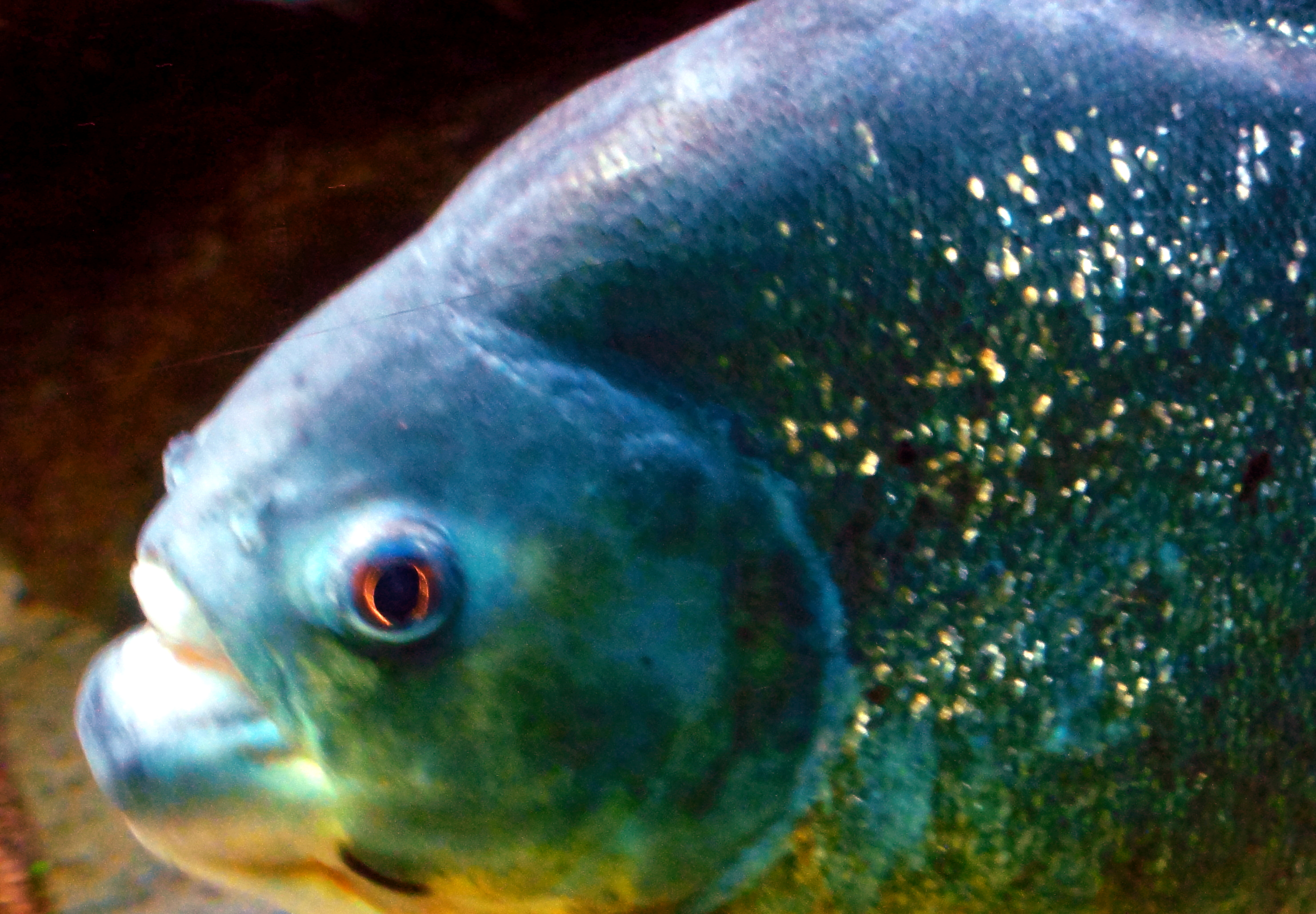
Pygocentrus piraya

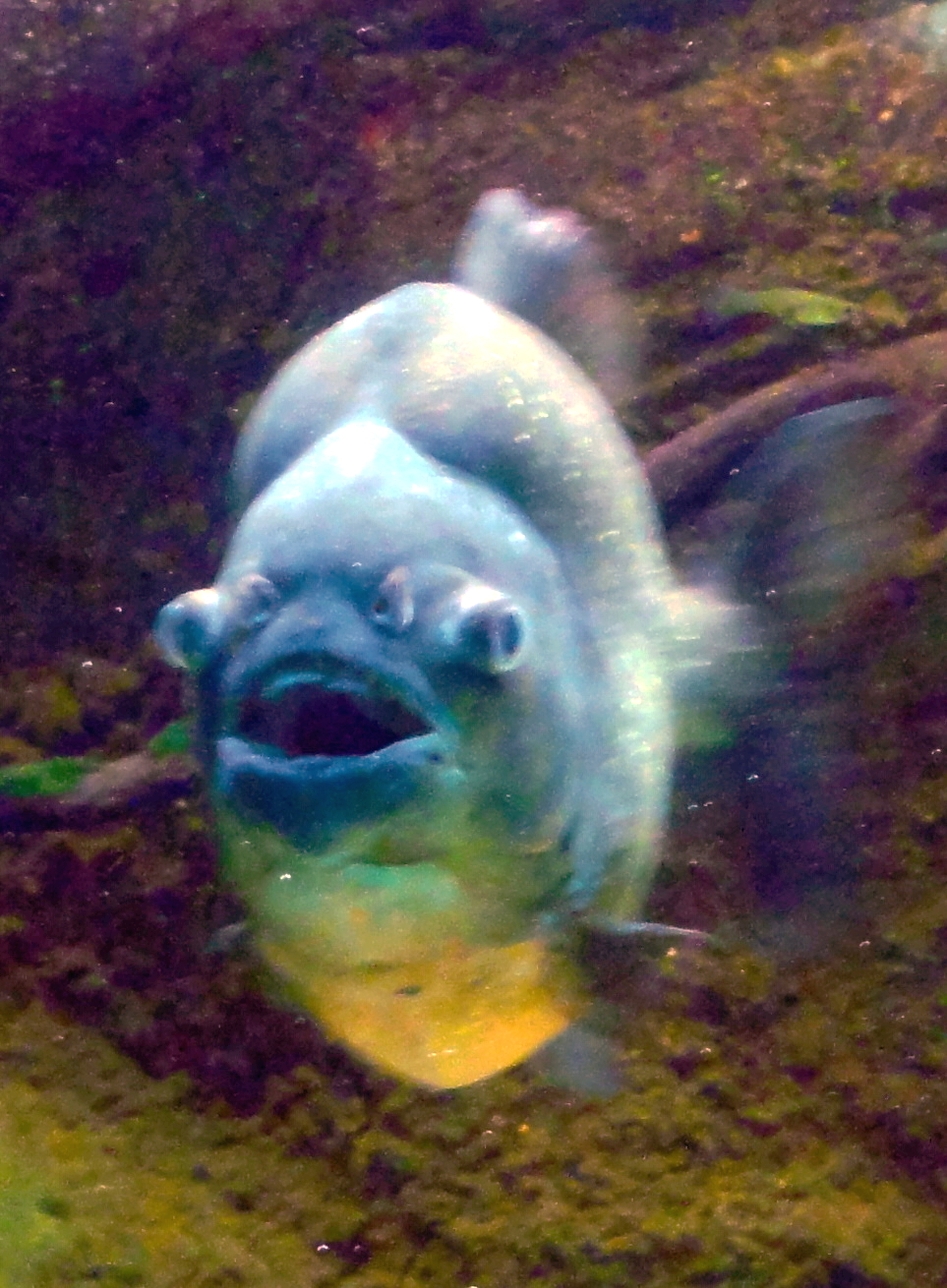
Pygocentrus piraya

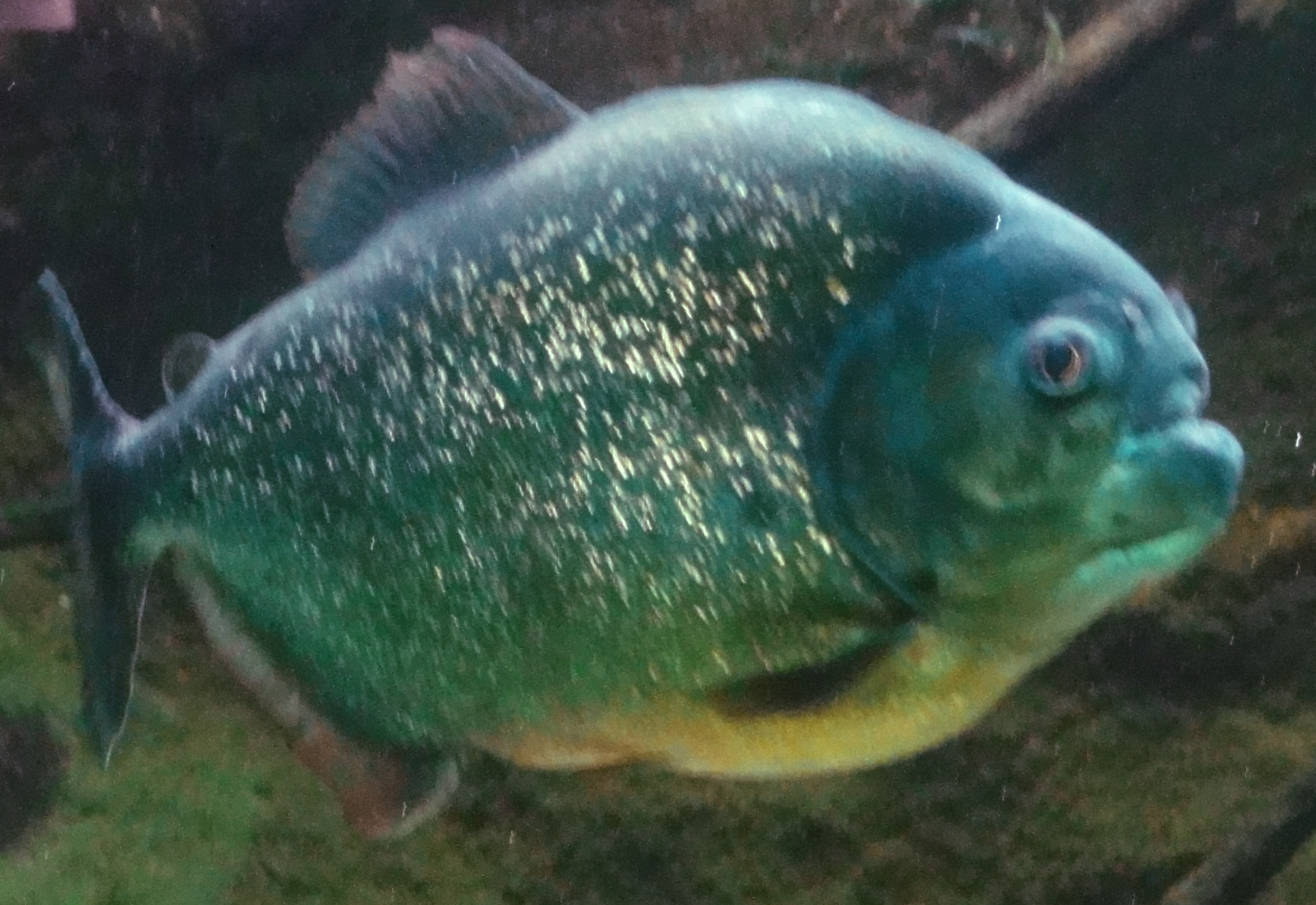
Pygocentrus piraya

Der Piraya (Pygocentrus piraya) ist die größte Piranha-Art. Er kommt nur in Nordostbrasilien vor. Er wird auch Chupita, Blacktail Piranha, King Emperor Piranha oder fälschlich “Man Eating Piranha” genannt.

## Beschreibung
Der Piraya ist mit Körperlängen von 50 Zentimetern und mehr die größte Piranha-Art. Das bislang schwerste gefangene Exemplar aus dem Rio São Francisco wog 5,9 Kilogramm. Ein anderes Exemplar aus dem Rio Jatapu in Amazonien wog 3,23 Kilogramm. Durchschnittlich werden die Tiere 35 Zentimeter lang. Bereits mit 12 Zentimetern Länge gelten die Fische als erwachsen. Jungfische haben noch keine charakteristischen Artmerkmale, die sich erst später ausbilden. Er ist von der Morphologie Natterers Sägesalmler (Pygocentrus nattereri) sehr ähnlich und kann leicht mit ihm verwechselt werden. Eine eindeutige Unterscheidung kann nur anhand der Form der Fettflosse vorgenommen werden. Adulte Exemplare haben in der Fettflosse verlängerte Flossenstrahlen, welche büschelartig-faserig gestaltet ist. Dies zeichnet den Piraya von allen anderen Pygocentrus und Serrasalmus-Arten aus. Auch weicht die bullige und kompakte Kopfform von P. piraya von der anderer Piranha-Arten ab. Er gehört mit zu den farbenprächtigsten Piranhas. Der Rücken ist meistens dunkelgrau oder blaugrün gefärbt, unterbrochen von silbrigen, stark irisierenden Schuppen. Ein Schulterfleck wie bei Pygocentrus notatus ist nicht immer ausgebildet. Die Bauchunterseite ist leuchtend orange bis gelb, und die Augen können eine rote oder silbrige Farbe haben. Im Vergleich zu anderen Pygocentrus-Arten verliert er im Laufe seiner Entwicklung relativ schnell die Fleckenfärbung des Jugendstadiums. Die Färbung und Pigmentierung kann je nach Gewässertyp variieren. Am Bauchkiel finden sich 22 bis 24 gezähnte Schuppen. Der Körper ist wie bei allen Piranha-Arten seitlich komprimiert und nahezu von kreisrunder Form. In seinem Maul befinden sich rasiermesserscharfe gesägte und dreispitzige Zähne, wobei der Unterkiefer relativ stark, robust und vorstehend ist.
Ein sexueller Dimorphismus zwischen den Geschlechtern kann durch die mikroskopische Untersuchung der Gonaden festgestellt werden.
Seine Flossenformel lautet:
- Dorsale II/15–16
- Anale III/28–29
- Pectorale 14–16[5]

## Verbreitung und Lebensraum
Sein Vorkommen beschränkte sich ursprünglich ausschließlich auf den Unterlauf des Flussbecken vom Rio São Francisco und das seiner Nebenflüsse in den brasilianischen Bundesstaaten Alagoas, Sergipe, Pernambuco und Bahia. Zusammen mit Serrasalmus brandtii ist der Piraya die einzige Piranha-Art dieses Flusssystems.  Er bewohnt Gewässerabschnitte mit Wassertemperaturen von 21 bis 24 °C, der ideale pH-Wert liegt im Bereich von 6 bis 7,8. Sein Vorkommen wird vereinzelt auch außerhalb des Einzugsgebietes des Rio São Francisco beobachtet.

## Lebensweise
Pirayas sind omnivor, ernähren sich jedoch hauptsächlich von Fischen sowie kranken und verletzten Kleintieren, die in Gruppen oder Schwärmen attackiert werden. Zu seinem Nahrungsspektrum gehören außerdem Insekten, Samen und pflanzliches Material. Ein Vergleich der Arten Pygocentrus piraya und Serrasalmus brandtii ergab, dass beide sich überwiegend von Fischen und Krebstieren ernähren, S. brandtii jedoch eine größere Plastizität in seiner Ernährungsweise zeigt.
Das Brutverhalten ähnelt dem von P. natteri. Die Männchen sind mit 18 Zentimetern und die Weibchen in der Regel mit 28 Zentimetern geschlechtsreif. Zur Laichzeit dunkelt die Färbung der Tiere nach. Im Rio São Francisco findet die Laichzeit im Monat Oktober bei hohen Wasserständen statt. Die Weibchen schaffen ein Nestgehege auf den Sandboden, worin die Eier abgelegt werden. Diese werden danach von den Weibchen bewacht.
Intraspezifischer Kannibalismus an verletzten oder kranken Artgenossen wird beim Piraya häufig beobachtet.

## Beziehung zu Menschen
Der Piraya gehört unter bestimmten Umständen mit zu den aggressiveren Piranha-Arten, die dem Menschen potenziell gefährlich werden können. Durch den Bau verschiedener Staubecken im Flusssystem des Rio São Francisco konnte sich Pygocentrus piraya verstärkt vermehren und dezimierte andere Fischarten. Auf Gewässerverschmutzung und Zerstörung seines Habitats reagiert der Piraya empfindlich.
Die Stadt Piranhas im brasilianischen Bundesstaat Alagoas wurde nach dem häufigen Vorkommen des Pirayas benannt.

## Nutzen

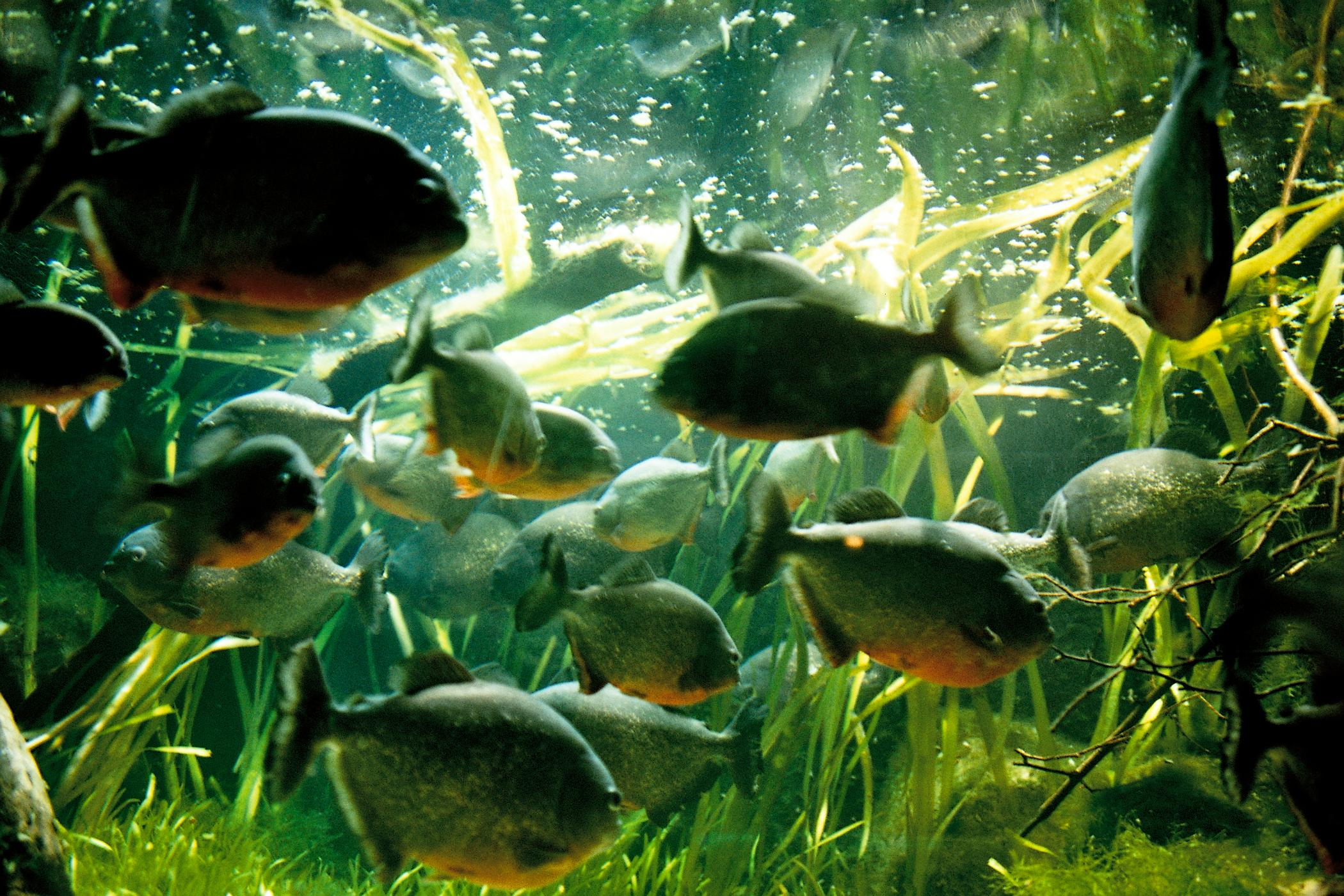
Pirayas in einem Londoner Aquarium

Pygocentrus piraya dient lokal als Speisefisch, Sportfisch für Angler und weltweit als Aquarienfisch. Als Aquarienfisch ist er aufgrund seiner lebhaften und farbenfrohen Zeichnung sehr beliebt. Da seine Nachzucht bestimmte ökologische Bedingungen erfordert, werden die Tiere aus Südamerika importiert. In einem Gesellschaftsaquarium können sie zusammen mit anderen ähnlich großen Arten gehalten werden. Der Import in einige Länder ist verboten.
Pygocentrus piraya wird beispielsweise in Aquarien des Zoologischen Gartens in Frankfurt und in Hellabrunn gehalten.